# Maki
A maki köznapi elnevezés, amely többnyire a méhlepényesek (Placentalia) alosztályának Euarchonta csoportján belül a főemlősök (Primates) rendjéhez tartozó félmajmok fajait, valamint a bőrszárnyúak (Dermoptera) rendjének egyes fajait jelöli. Főleg gyerekkönyvekben a makimajom kifejezés is előfordul a fán élő főemlősök (makik és majmok) együttes jelölésére.

## Rendszertan
- Családok a főemlősök (Primates) rendjén belül:
  - Makifélék (Lemuridae)
  - Karmosmakifélék (Daubentoniidae)
  - Törpemakifélék (Cheirogaleidae)
  - Fürgemakifélék (Lepilemuridae)
  - Ugrómakifélék (Indridae)
  - Lajhármakifélék (Loridae vagy Lorisidae)
  - Fülesmakifélék (Galagidae)
  - Koboldmakifélék (Tarsiidae)
- Bőrszárnyúak (Dermoptera) rendje:
  - Repülőmakifélék (Cynocephalidae)